# Protacheron guangxiensis
Protacheron guangxiensis là một loài côn trùng trong họ Ascalaphidae thuộc bộ Neuroptera. Loài này được Sun & Wang miêu tả năm 2006.